# David Sassoli
David-Maria Sassoli (Florencia, 30 de mayo de 1956-Aviano, 11 de enero de 2022) fue un político y periodista italiano. Fue presidente del Parlamento Europeo desde 2019 hasta su fallecimiento en 2022 y diputado en la eurocámara dentro del Grupo de la Alianza Progresista de Socialistas y Demócratas desde 2009 hasta su muerte.

## Biografía
Nacido el 30 de mayo de 1956 en Florencia. Sassoli, que entró a trabajar para la RAI en 1992, fue vicedirector de TG1 entre 2006 y 2009. Afiliado al Partido Democrático (PD) desde su fundación, y candidato electo al Parlamento Europeo electo por las listas del PD en las elecciones europeas de 2009, se integró en el Grupo de la Alianza Progresista de Socialistas y Demócratas. En 2013 aspiró infructuosamente a convertirse en el candidato del PD a la alcaldía de Roma, siendo derrotado por Innazio Marino. Renovó su escaño de eurodiputado en las elecciones de 2014, tras las cuales pasó a ejercer de vicepresidente de la eurocámara, y en las de 2019.
El 3 de julio de 2019, resultó elegido presidente del Parlamento Europeo en segunda ronda con una mayoría de 345 de los 667 votos válidos emitidos. Sucedía así a su compatriota Antonio Tajani.
Su formación juvenil es parte de la tradición del catolicismo democrático que ha tenido grandes figuras como Aldo Moro, Giorgio La Pira, Sergio Mattarella, Romano Prodi y Paolo Giuntella. Bajo el impulso de este último, Sassoli se involucró en la Rosa Blanca, una asociación de cultura política que reunió a grupos de jóvenes de asociaciones católicas.
En la década de 1980 participó activamente en la experiencia de la Liga Democrática, un grupo de reflexión política animado por Pietro Scoppola, Achille Ardigò, Paolo Prodi, Roberto Ruffilli.
Falleció el 11 de enero de 2022 a los 65 años de edad en Aviano tras padecer neumonía y estar hospitalizado por dos semanas. Fue sustituido según establece el reglamento interno del parlamento por la vicepresidenta primera del Parlamento, la maltesa Roberta Metsola, que a su vez era la candidata oficial del PP europeo a sustituir a Sassoli en la renovación de la cúpula de la Eurocámara.

## Reconocimientos
- Premio Ischia Internazionale di Giornalismo como mejor cronista televisivo del año (1997).
- Socio honorario ANAI, por parte de la Associazione Nazionale Autieri d'Italia (2018).
- Presidente Honorario de la Accademia Cittadella Nicolaiana (2019).
- Llave de la ciudad de Firenze (2019).[12]
- Llave Europea de Ventotene (marzo 2020).[13]
- La Sala de los Tratados de la Unión Europea del Palazzo della Farnesina fue renombrado en su honor (2022).[14]
- El Colegio de Europa nombró a David Sassoli como patrón para el año 2022/23 (2022).[15]